# Душан Ступар
Душан Ступар (Крајишник, 14. јул 1947 — Београд, 22. април 2022) био је југословенски и српски социолог, контраобавештајац и припадник Службе државне безбедности (СДБ) Републичког секретаријата за унутрашње послове СР Србије (РСУП), у којој је провео 15 година, доктор политичких наука и привредник. У периоду између 1984. и 1987. године обављао је дужност начелника СДБ Београда.

## Биографија
Рођен је 14. јула 1947. године у Крајишнику, општина Сечањ. Основну школу је завршио у Јаши Томићу, а након тога гимназију у Зрењанину. По матурирању, уписао се на Филозофски факултет Универзитета у Београду. Дипломирао је социологију 1973. године. Школовање је наставио на Факултету политичких наука у Београду, где је 1980. године магистрирао са темом „Значај и улога савезничких војних мисија у НОБ 1941—1945.”, а 2002. године и докторирао са дисертацијом на тему „Политичка активност Равногорског покрета 1941—1945.”
У Службу државне безбедности (СДБ) Републичког секретаријата за унутрашње послове СР Србије (РСУП) ступио је 1973. године и службовао до 1988. године. Радио је, између осталог, и као, најпре асистент др Обрену Ђорђевићу, а потом и редовни професор на Вишој школи унутрашњих послова (данас Криминалистичко-полицијски универзитет), на предмету Основи државне безбедности. Написао је два уџбеника из области безбедности за Средњу школу унутрашњих послова „Пане Ђукић” у Сремској Каменици и Вишу школу унутрашњих послова у Земуну.
Године 1976. учествовао је као оперативац Другог сектора СДБ Београда у хапшењу међународног терористе и милитанта Иљича Рамиреза Санчеза, познатијег као Карлос Шакал, у хотелу „Метропол” у Београду. У периоду између 1984. и 1987. године се налазио на месту начелника СДБ за Град Београд. Био је предвиђен, по предлогу Ивана Стамболића, за Републичког секретара за унутрашње послове СР Србије, 1987. године. Смењен је након Осме седнице Централног комитета Савеза комуниста Србије, а од 1988. до 1990. године био је ангажован у Републичком секретаријату за народну одбрану СР Србије (РСНО).
Године 1990. Ступар се запослио у предузећу „Универзал” у Београду, да би од 1992. до 1997. године био директор представништва предузећа у Москви. По повратку у Југославију, постао је генерални директор и сувласник „Универзал холдинга”.
Био је члан Међународне менаџерске академије, као и Српског пословног клуба „Привредник”, а 2006. године се налазио у Управном одбору Фудбалског клуба „Партизан”.
Преминуо је 22. априла 2022. године у Београду. Сахрањен је на Топчидерском гробљу у Београду.

## Књиге
Уз два наставна уџбеника, Ступар је написао и две књиге:
- „Патриотизам или издаја: равногорско четништво 1941—1945.”, Београд, 2005.
- „Дража — истина о четницима: равногорско четништво 1941—1945.”, Београд, 2015.[1]

## Видите још
- Осма седница ЦК СКС